# Лісний (Можгинський район)
Лісни́й (рос. Лесной) — присілок в Можгинському районі Удмуртії, Росія.
Урбаноніми:
- вулиці — Ліснівська, Лучна, Набережна

## Населення
Населення — 28 осіб (2010; 53 в 2002).
Національний склад станом на 2002 рік:
- удмурти — 68 %
- росіяни — 28 %